# Лялін Олександр Павлович
Олекса́ндр Па́влович Ля́лін (рос. Александр Павлович Лялин; 22 липня 1802 — 22 вересня 1862) — російський медальєр з династії Ляліних, професор Петербурзької академії мистецтв.

## Життєпис
Народився 22 липня 1802 року в Санкт-Петербурзі й був другим сином медальєра Павла Ляліна.
У 1813 році вступив до Петербурзької академії мистецтв, яку закінчив 1824 року з малою золотою медаллю й отримав звання художника XIV класу. Головним наставником О. П. Ляліна в Академії з ліплення та різьблення медальних штемпелів був Федір Толстой.
Наприкінці 1824 року зарахований медальєром до Санкт-Петербурзького монетного двору.
У 1834 році за виліплений з воску і відтворений у сталевому штемпелі медальйон «Мілон Кротонський, шматований левом» був зведений у звання академіка і потім відряджений для виконання за моделями графа Толстого медалей на спомин Франко-російської війни 1812-14 рр., а також перської та турецької кампаній (з 20-ти медальйонів на спомин Франко-російської війни ним вирізьблено 12, а з 12-ти на перську та турецьку кампанію — 7).
У 1851 році обіймав посаду старшого медальєра монетного двору, а наступного року почав викладати медальне мистецтво у класах Академії мистецтв. 1853 року зведений у звання професора.
Всього за роки своєї творчої діяльності виготовив понад 70 штемпелів до медалей. Серед робіт, виконаних самостійно, за власними проектами, найбільш вдалими є медалі на відкриття тріумфальних воріт у Нарвської застави у СПб., на закладку Пулковської астрономічної обсерваторії, у пам'ять Черткова і на ювілеї Загорського, Рюля, Буша, бар. Вілльє, М. Уткіна і кн. С. М. Голіцина.